# Фуршет (компания)
«Фуршет» — украинская компания, владеющая одноимённой сетью магазинов. Существовала в 1998—2021 году, в 2021 году объявила о банкротстве, Сильпо, другая украинская торговая сеть, купила 25 магазинов «Фуршет».

## Деятельность
Акционерами ЗАО «Фуршет» являются физические лица, британская компания «Anthousa Limited», Европейский банк реконструкции и развития и инвестиционный фонд «Евровенчурс».
В марте 2019 года сеть «Фуршет» насчитывала 64 магазинов в 15 регионах Украины. Действует интернет-магазин (для жителей Киева).
Выручка компании, которой принадлежит около 100 магазинов и интернет-супермаркет, в 2005 году составила $348 млн, в 2006 году — $481 млн.
Председатель наблюдательного совета — Игорь Николаевич Баленко.

## Развитие компании
«Фуршет» стал первой на Украине сетью. Первый магазин сети открылся в декабре 1998 года в Киеве на Подоле и вскоре ритейлер стал одним из крупнейших в стране.
В июне 2010 года компания открыла магазин товаров по сниженным ценам «Народный» в торговом центре «Дарынок».
В 2013 году сеть «Фуршет» насчитывала 117 магазинов, в том числе 107 магазинов во всех регионах Украины, из них 7 супермаркетов-ресторанов «Гурман-Фуршет» и 1 минигипермаркет «Народный», а также 10 магазинов в Республике Молдова.
После аннексии Крыма российской федерацией, находящиеся на его территории 16 магазинов сети «Фуршет» незаконно работают под прежним брендом, но незаконно перерегистрированы как юридическое лицо на территории Российской Федерации (с 2017 года — ООО «Бизнес-Юг»).
27 марта 2015 года в Тирасполе открылся магазин «Фуршет».
В последние годы «Фуршет» сокращает свою сеть супермаркетов. 15 ноября 2017 года закрылся супермаркет «Фуршет» в Мелитополе. 28 февраля 2019 года закрылся супермаркет «Фуршет» в Николаеве. В конце 2016 года сеть насчитывала 81 магазин, в конце 2017 года — 75 супермаркетов, в конце 2018 — 66 магазинов, в марте 2019 количество супермаркетов сети снизилось до 64. В 2019 году сеть планировала закрыть ещё 20 % своих магазинов.
18 января 2021 года Хозяйственный суд Днепропетровской области начал процедуру банкротства компании «Ритейл Центр», которая является собственником супермаркетов «Фуршет».. Через месяц, 18 февраля 2021 года, АМКУ разрешил Сильпо купить 25 магазинов «Фуршет» в 21 городе Украины.